# Saikano

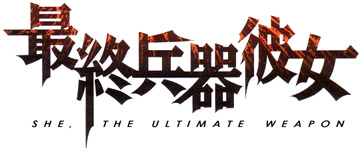
Logo do anime Saikano

Saishuu-Heiki Kanojo (最終兵器彼女), popularmente conhecido como Saikano (Saishuu-Heiki Kanojo), é uma série de anime e mangá de Shin Takahashi. A história era publicada originalmente na Shogakukan's Big Comic Spirits.
A série animada, com 13 episódios, foi produzida em 2002, sob a direção de Mitsuko Kase. A série foi reproduzida no Brasil pelo canal pago Animax nos primórdios do canal em 2005.
Um OVA também foi produzido. 
Um filme em live-action foi lançado no Japão em 28 de janeiro de 2006, com Aki Maeda interpretando Chise.

## Título
O título da série poderia ser traduzido mais ou menos como "Ela: A Arma Final" ou "Minha namorada, a Arma Final". E com o slogan: a última canção de amor deste pequeno planeta.

## História
O enredo inicia-se apresentando dois estudantes que recém começaram a namorar: Shuuji e Chise. O cenário em que vivem é Sapporo, num Japão em guerra. Apesar de estarem desconfortáveis no início, o casal logo começa a se entender aos poucos. Porém, quando Chise voltava para casa à noite, era seguida por um grupo de homens do governo. No dia seguinte, Shuuji e alguns colegas vão até uma cidade próxima para fazerem compras quando, de repente, a cidade é atacada por dezenas e dezenas de aviões e bombas. O caos se instaura na cidade até que uma estranha arma brilhante cruza o céu, destruindo os inimigos do Japão. Entre os entulhos, Shuuji se surpreende ao encontrar sua namorada, Chise, machucada e com vários aparelhos e armas ligados a seu corpo. Ele a abraça, confuso, e não consegue sentir os batimentos do coração da garota. Chise é agora, uma arma.
A história de Saikano é marcada por seu clima tenso e melancólico. O mundo das personagens está definhando, resultado das guerras incansáveis. Pouco a pouco, a vida dos moradores da cidade de Chise e Shuuji vai sentindo o impacto das batalhas em suas vidas. Jovens morrendo, lutando, terremotos, destruição em massa. O clima apocalíptico é inevitável no meio de tantas tragédias que abalam a vida de pessoas que só queriam viver suas vidas sem muitas preocupações. Quem é jovem acaba tendo que amadurecer da maneira mais brusca. Os sonhos são interrompidos, é preciso encarar a perda de muitas pessoas, a sobrevivência se torna cada vez mais difícil.
Outro ponto tratado no enredo da série, ou melhor, o principal, é o relacionamento de Chise e Shuuji. Os dois carregam tantas dúvidas e tantas preocupações nos ombros que é difícil criarem um relacionamento em que nenhum dos dois se machuque. E o fato de Chise estar perdendo aos poucos a sua própria humanidade, tornando-se cada vez mais máquina do que garota, torna tudo infinitamente mais difícil. Os dois tem que passar por muitas e muitas lições e situações extremas para conseguirem demonstrar seu amor um pelo outro sem atritos.
Para assistir Saikano, tenha em mente de que é uma série extremamente "pesada" na questão da emoção. A crítica à guerra é feita de uma forma direta, mostrando muitas situações cruéis.

## Dublagem brasileira
- Chise - Priscila Concepción
- Shuji - Ricardo Sawaya
- Nakamura - Figueira Júnior
- Akemi - Leni Bastos
- Atsushi - Marco Aurélio Campos
- Tetsu - Sérgio Corsetti
- Senhor Kawahara - Gilberto Baroli

1. ↑  «SAIKANO-USA.com - About SAIKANO». web.archive.org. 7 de janeiro de 2010. Consultado em 15 de janeiro de 2025
2. ↑  «メディア芸術データベース». mediaarts-db.artmuseums.go.jp (em japonês). Consultado em 15 de janeiro de 2025